# Carole Babala
Carole Babala, née le 14 juin 1989, est une handballeuse congolaise (RDC). Elle joue durant sa carrière pour le club de l'US Alfortville et avec l'équipe nationale de la RD Congo. 

## Carrière
Elle a représenté la RD Congo au Championnat du monde féminin de handball 2013 en Serbie  où la RD Congo s'est classée 20e. L'année suivante, elle atteint la finale du Championnat d'Afrique des nations 2014. Elle participe ensuite au tournoi de qualification pour les Jeux africains de 2015.

## Palmarès
- Finaliste du Championnat d'Afrique des nations 2014 avec l'équipe de République démocratique du Congo